# Кашина Векија (Павија)
Кашина Векија је насеље у Италији у округу Павија, региону Ломбардија.
Према процени из 2011. у насељу је живело 106 становника. Насеље се налази на надморској висини од 74 м.